# فرودگاه بین المللی شهدای یاسوج
فرودگاه بین‌المللی شهدای یاسوج، فرودگاهی است که در شهر یاسوج کشور ایران قرار دارد.
در سال ۲۰۱۶ میلادی ۵۱۴ نشست و برخاست هواپیما در این فرودگاه انجام شد و ۲۶٬۰۵۵ نفر مسافر و ۱۱۴٬۳۰۵ کیلوگرم بار از طریق آن جابجا شدند.

## شرکت‌های هواپیمایی و مقصدهای پروازی
| شرکت‌های هواپیمایی | مقصدهای پروازی |
| ----------------- | -------------- |
| هواپیمایی ماهان   | تهران          |